# 陳大咸
陳大咸，字宏感，廣東潮州府海阳县人，明朝政治人物，同进士出身。

## 生平
正德八年（1513年）癸酉科廣東鄉試舉人，嘉靖五年（1526年）丙戌科进士，授福州府推官，嘉靖二十一年（1542年）任廣西梧州府知府。